# Charles Auguste Pellat
Pour les articles homonymes, voir Pellat.
Charles Auguste Pellat, né à Grenoble le 6 octobre 1793 et mort à Paris 5e le 14 novembre 1871,, est un jurisconsulte français, spécialiste du droit romain, en particulier du Code de Justinien.

## Biographie
Professeur de droit, puis doyen de la Faculté de droit de Paris de 1847 à 1868, il est élu membre de l'Académie des sciences morales et politiques en 1858.

## Publications
- Textes du droit romain sur la dot, annotés, 1836
- Traduction du livre VII des Pandectes, accompagnée d'un commentaire, précédée d'un exposé des principes généraux du droit de propriété et de ses principaux démembrements, particulièrement de l'usufruit, 1837
- Traduction du livre XX et du titre VII du livre XIII des Pandectes, suivie d'un commentaire, et précédée d'un exposé historique des principes du gage et de l'hypothèque chez les Romains, 1839
- Abrégé de Schilling sur le gage et l'hypothèque, 1840
- Cours d'introduction générale à l'étude du droit, ou Encyclopédie juridique, par N[iels Nicolaus] Falck, traduite de l'allemand sur la 4e édition et annotée, 1841
- Institutes de Gaïus, 1844
- Manuale juris synopticum, in quo continentur Justiniani institutiones cum Gaii institutionibus e regione oppositis perpetuo collatae, necnon Ulpiani fragmenta, Pauli sententiae, Vaticana fragmenta, 1854
- Textes choisis des Pandectes, traduits et commentés, 1859